# دیگو پیرن
دیگو پیرن (انگلیسی: Diego Perren؛ زادهٔ ۱۰ ژانویهٔ ۱۹۶۵) ورزشکار کرلینگ اهل سوئیس بود.